# Свети Георги (Валгаци)
Вижте пояснителната страница за други значения на Свети Георги.
„Свети Георги“ (на гръцки: Αγίου Γεωργίου) е българска възрожденска православна църква в боймишкото село Валгаци (Камбохори), Егейска Македония, Гърция, част от Гумендженската, Боймишка и Ругуновска епархия на Вселенската патриаршия.
Църквата е построена около 1850 година. Първоначално е трикорабна базилика с притвор и галерия на запад и трем на запад и юг. Мястото, докъдето се е простирал нартексът, се познава по оцелелите подови каменни плочи, а в северозападния ъгъл има следи от стълбището. Тремът е възстановен с оригинални материали. Църквата е с едноскатен покрив със засеци на малките страни. Има две врати, едната на запад и една на юг, като само тази на запад е оригинална с каменна каса и малки размери. От оригиналните вътрешни декорации са оцелели единствено иконостасът и един проскинитарий. В храма има икони на кулакийския зограф Николаос Константину.
В 1991 година църквата е обявена за паметник на културата под надзора на Девета ефория за византийски старини към Министерството на културата.